# 小兵张嘎
《小兵张嘎》是中国大陆作家徐光耀撰写的一部讲述中国抗日战争，具有浓厚军事和战争色彩的小说，在1961年发表。该作品曾被制作成电影《小兵张嘎》而轰动一时，也曾改编动画片、漫画和电视剧等，小说也被翻译为英语、印度语、豪萨语、德语、泰语、阿拉伯语等众多语言并在全球发行。

## 故事原型
《小兵张嘎》是以中国内战和日本侵华战争为背景，以一个身处战争当中的名为“张嘎”的小八路军为主角而写成的著作。“张嘎”的原型是燕秀峰（小名曾为“张嘎”），生活在河北省白洋淀。

## 影视作品
- 小兵张嘎 (1963年电影)—该小说在1963年由北京电影制片厂改编拍摄成了一部同名影片（导演崔嵬），该片被称为新中国儿童片一座丰碑，也是著名爱国教育片。
- 小兵张嘎 (2004年电视剧)—该小说后曾在2003年由北京润亚影视传播有限公司拍摄成了一部讲述中国人民抵抗日本侵略、弘扬爱国心的历史电视剧（2004年播出），曾经在中国中央电视台（China Central Television）和众多中国大陆地方媒体播出。